# Kristofer II av Danmark

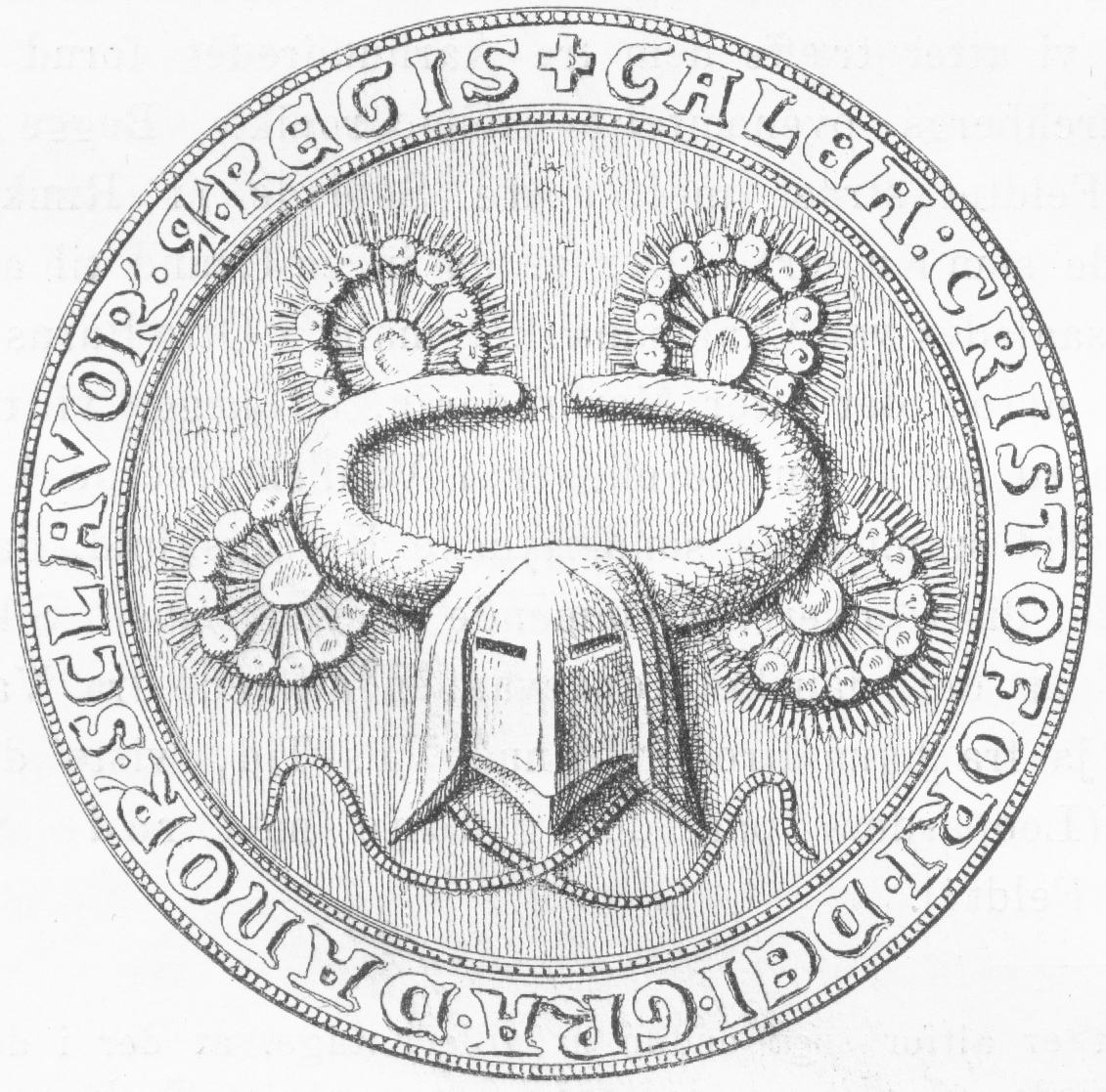
Kristofer II:s sigill.

Kristofer II, född 29 september 1276, död 2 augusti 1332, var kung av Danmark 1320–1326 samt 1329–1332, hertig av södra Halland 1307–1326 och hertig av Samsø. 

## Biografi
Kristofer var son till kung Erik Klipping och Agnes av Brandenburg, dotter till Johan I, markgreve av Brandenburg, död 1266, och hans andra fru Jutta av Sachsen, död 1287. Gift 1306 med Eufemia av Pommern, dotter till hertig Bogislav IV av Pommern, hertig av Pommern i 30 år, och Margareta av Rügen.
Kristofer II deltog i fängslandet av ärkebiskopen Jens Grand 1294 och stod på sin bror kung Erik Menveds sida i processen för påvliga domstolen. Så tidigt som 1302–1304 hänvisade markgreven av Brandenburg i ett brev till staden Lübeck att de två bröderna stod i en bitter konflikt med varandra. Kristoffer II blev i alla fall 1307 hertig av (södra) Halland och Samsö. Under brodern Erik Menveds regering intrigerade han mot denne tillsammans med den danska stormannaoppositionen, hertig Erik av Sverige som var i konflikt med sin bror kung Birger Magnusson och med den norska kungen Håkon V genom greve Jakob av Halland. I handlingarna framgår uttryckligen att hans avsikt bland annat var att med deras hjälp bli kung av Danmark istället för Erik Menved. Konflikten skärptes 1315–1319, senast från 1317 i allians med den rebelliska ärkebiskopen Esger Juul. 
Efter Erik Menveds död 1319 valdes han till kung 1320, men måste underteckna en handfästning, som band honom vid de röstande stormännens medgivande i alla viktigare regeringshandlingar. Då han upptog sin bror Eriks tyska interventionspolitik utan riktiga framgångar och pålade hårda skatter, reste sig stormännen och förjagade honom med hjälp av de holsteinska grevarna Gerhard och Johan 1326. 
Medan hertigdömet av södra Halland administrerades av hans prefekt Eskil Krage, tillbringade Kristofer II större delen av sin tid utomlands, där Brandenburg var hans huvudsakliga politiska koppling, och där han också kunde lita på sin fru Euphemia familj i Pommern. Till svågern hertigen Wartislav IV av Pommern lovade han 1315 furstendömet Rügen om han själv blev dansk kung. Genom att utnyttja rivaliteten mellan kusinerna Gerhard och Johan, kunde Kristofer 1329 återvända med Johans stöd (han var halvbroder till Kristofer II), men då han tillsammans med denne angrep Gerhard 1331, blev han besegrad på Lohede och förlorade i freden i Kiel 1332 så gott som allt inflytande i riket, som delades mellan grevarna. Han avled hösten 1332.
På grund av ekonomiska problem i riket pantsattes större delen av rikets territorier och hamnade i tyska furstars och riddares händer. År 1332 förvärvade den svenska rådsregeringen panträtten till Skåne och Blekinge för 32 000 lödiga mark. Efter hans död valdes ingen efterträdare, en tid som i Danmark kallas för "kungalös". År 1315 hade Kristofer II genom en omfattande gåva till klostret Sorø säkrat sig och sin fru en plats i kyrkan, där et (förmodligen lybecks) bronsmonumentet har bevarats.

## Familj
Med hustrun Eufemia av Pommern fick han barnen:
1. Margareta av Danmark (markgrevinna av Brandenburg)
2. Erik Kristoffersen
3. Otto av Estland
4. Valdemar Atterdag

Med en "jungfru" Lunge, kanske Inger Iversdatter, sägs det att han hade två barn, Regitze Christoffersdatter Løvenbalk, som var gift med Peder Stigsen Krognos, till Krapperup, och Erik Christoffersen Løvenbalk, vars vapen stöder förslaget att han kan ha haft danskt kungligt blod.